# Jamie Allen (calciatore 29 gennaio 1995)
Jamie Allen (Rochdale, 29 gennaio 1995) è un calciatore inglese, centrocampista del Coventry City.

## Carriera
Cresciuto nel settore giovanile del Rochdale, ha esordito in prima squadra il 12 ottobre 2013 disputando l'incontro di Football League Two vinto 3-0 contro il Newport County; a fine stagione il club viene promosso in terza divisione, categoria in cui Allen gioca fino al termine della stagione 2016-2017; trascorre poi la stagione 2017-2018 al Burton Albion, con cui gioca 29 partite in seconda divisione. Rimane al club anche nella stagione 2018-2019, trascorsa in terza divisione dopo la retrocessione dell'anno precedente, per poi nell'estate del 2019 venire ceduto al Coventry City, con cui vince la Football League One 2019-2020, prendendo quindi parte al campionato di seconda divisione nella stagione 2020-2021.

## Stastistiche

### Presenze e reti nei club
Statistiche aggiornate al 13 maggio 2025.
| Stagione             | Squadra              | Campionato           | Campionato | Campionato | Coppa nazionale | Coppa nazionale | Coppa nazionale | Coppe continentali | Coppe continentali | Coppe continentali | Altre coppe | Altre coppe | Altre coppe | Totale | Totale |
| Stagione             | Squadra              | Comp                 | Pres       | Reti       | Comp            | Pres            | Reti            | Comp               | Pres               | Reti               | Comp        | Pres        | Reti        | Pres   | Reti   |
| -------------------- | -------------------- | -------------------- | ---------- | ---------- | --------------- | --------------- | --------------- | ------------------ | ------------------ | ------------------ | ----------- | ----------- | ----------- | ------ | ------ |
| 2013-2014            | Rochdale             | FL2                  | 25         | 6          | FACup+CdL       | 2+0             | 0               | -                  | -                  | -                  | EFLT        | 2           | 0           | 29     | 6      |
| 2014-2015            | Rochdale             | FL1                  | 35         | 0          | FACup+CdL       | 4+0             | 0               | -                  | -                  | -                  | EFLT        | 2           | 0           | 41     | 0      |
| 2015-2016            | Rochdale             | FL1                  | 38         | 3          | FACup+CdL       | 0+2             | 0               | -                  | -                  | -                  | EFLT        | -           | -           | 40     | 3      |
| 2016-2017            | Rochdale             | FL1                  | 31         | 2          | FACup+CdL       | 2+2             | 0               | -                  | -                  | -                  | EFLT        | 2           | 0           | 37     | 2      |
| 2017-ago.            | Rochdale             | FL1                  | 4          | 0          | FACup+CdL       | -               | -               | -                  | -                  | -                  | EFLT        | -           | -           | 4      | 0      |
| Totale Rochdale      | Totale Rochdale      | Totale Rochdale      | 133        | 11         |                 | 12              | -               |                    | -                  | -                  | -           | 6           | -           | 151    | 11     |
| ago. 2017-2018       | Burton Albion        | FL1                  | 29         | 1          | FACup+CdL       | 0+1             | 0               | -                  | -                  | -                  | EFLT        | 0           | 0           | 30     | 2      |
| 2018-2019            | Burton Albion        | FL1                  | 42         | 7          | FACup+CdL       | 1+4             | 0+1             | -                  | -                  | -                  | EFLT        | 3           | 0           | 50     | 8      |
| Totale Burton Albion | Totale Burton Albion | Totale Burton Albion | 71         | 10         |                 | 6               | 1               |                    | -                  | -                  |             | 3           | 0           | 80     | 11     |
| 2019-2020            | Coventry City        | FL1                  | 11         | 1          | FACup+CdL       | 4+0             | 0               | -                  | -                  | -                  | EFLT        | 1           | 0           | 16     | 1      |
| 2020-2021            | Coventry City        | FLC                  | 22         | 1          | FACup+CdL       | 0+1             | 0               | -                  | -                  | -                  | -           | -           | -           | 23     | 1      |
| 2021-2022            | Coventry City        | FLC                  | 38         | 1          | FACup+CdL       | 2+1             | 0               | -                  | -                  | -                  | -           | -           | -           | 41     | 1      |
| 2022-2023            | Coventry City        | FLC                  | 37+3       | 6          | FACup+CdL       | 1+1             | 0+1             | -                  | -                  | -                  | -           | -           | -           | 42     | 7      |
| 2023-2024            | Coventry City        | FLC                  | 22         | 1          | FACup+CdL       | 3+0             | 0               | -                  | -                  | -                  | -           | -           | -           | 25     | 1      |
| 2024-2025            | Coventry City        | FLC                  | 21+2       | 0          | FACup+CdL       | 2+3             | 0               | -                  | -                  | -                  | -           | -           | -           | 28     | 0      |
| Totale Coventry City | Totale Coventry City | Totale Coventry City | 151+5      | 10         |                 | 16              | 1               |                    | -                  | -                  |             | 1           | 0           | 173    | 11     |
| Totale carriera      | Totale carriera      | Totale carriera      | 360        | 31         |                 | 34              | 2               |                    | -                  | -                  |             | 10          | 0           | 404    | 33     |

## Palmarès

### Club

#### Competizioni nazionali
- Football League One: 1

Coventry City: 2019-2020